# PANAM (レコードレーベル)
PANAM（パナム）とは日本クラウンによるポップス系のレコードレーベルである。
主にフォーク・ニューミュージック系のレーベルとして広く知られるが、もともとが（ジャンルとしての）流行歌に対しての、ポップス系のレーベルであるがゆえ、傘下にはアイドル系やロック系も数多く含まれており、その守備範囲は意外に幅広い。
なお、その端緒は1967年に和製ポップス向けに同社が新設したレーベル「PW盤」である。

## 概史
1967年秋、折からのブーム（当時は特にグループ・サウンズが頭角を現した頃である）に乗って、日本クラウンも和製ポップスの製作に乗り出すことになった。当時、これらの和製ポップスは、各レコード会社が持つ洋楽レーベルを通じてリリースされるのが主流となっていたが、同社はそもそも洋楽レーベルを持っていなかった。そこで「流行歌」のレーベルの「クラウンレコード」とは別に、新たにポップス専用のレーベル「クラウン和製ポップスシリーズ（仮称）」を発足させたものである（これとほぼ同時期に、同様の経緯で出来た、いわば「擬似的な洋盤」として作られたポップス系のレーベルには、東芝の「エキスプレス」、コロムビアの「P盤」、ビクターの「VP盤」などがある）。
なお、当時の洋楽レーベルのシングル盤は370円だったが、日本クラウンではこのレーベルのシングル盤を330円と流行歌並みの価格に抑えた。
「PW盤」の第一弾（「PW番帯」としての第1号＝レコード番号「PW-1」）は、泉アキとザ・レインジャーズ(演奏・コーラス)の「恋はハートで」。1967年10月発売。
これと同時期にザ・レインジャーズ(単独デビュー、後に「ザ・レンジャーズ」に改称)、ザ・クーガーズ、そして翌1968年にはザ・ジェノバといったグループ・サウンズが当レーベルからデビューしている。このうち当時、一般層にまで知られたのは「サハリンの灯は消えず」をヒットさせたザ・ジェノバのみだったが、後年彼らのレコードは、そのカルトな一面と稀少価値ゆえに、コレクターの間では「クラウンを制する者はGSを制する」とまで言われ、さらにそれが「B級GS」「カルトGS」という形ながらも、彼らの再評価へとつながっていった。
一方で、同社を代表する歌手の西郷輝彦がポップス色の濃い作品を世に出す際は、このレーベルを使用した（「月のしずく」「ガラスの涙」）。
また、当初グループ・サウンズとしてデビューしたリンガースが、ムードコーラスグループ・山岸英樹とサムソナイツに転身して再デビューした際には、そのままこの「PW盤」に残留し、再デビュー曲「こころがわり」をリリースしている。
なお「クラウンレコード」の音源での伴奏者は、一部を除き「クラウン・オーケストラ」とクレジットされていたが、「PW盤」の場合、伴奏者の名義は「クラウン・ニューサウンズ・オーケストラ」となっていた。
1970年3月、正式に「PANAM」というレーベル名を付けて再発足する（ただしシングル盤のレコード番号は、そのまま「PW番帯」を引き継いだ）。
ここから南高節とかぐや姫を始め、フォーク系のアーティストが数多くデビューし、フォーク系の主要レーベルとしての地位を確固たるものにする。ただし「PANAM」は、あくまでポップス系のレーベルという位置付けのため、クラウンレコードでは数少ないアイドル歌手や、或いは鈴木茂等ロック系アーティストの大半も「PANAM」から作品をリリースしている（なお「ORPLID」「A　SERIES」などといった、「PANAM」以外のフォーク・ポップス・ロック系レーベルもあったが、いずれも短期間存在したのみである）。1970年代後期には細野晴臣（ティン・パン・アレー）やムーンライダーズなどが在籍していた。
ちなみに、「PANAM」として再発足したばかりの頃は、レコード盤での曲名やアーティスト名の表記にローマ字を使用し、これを併記していた（例：「神田川」＝「KANDAGAWA」、「南こうせつとかぐや姫」＝「K.MINAMI & HIS KAGUYAHIME」）。
2006年10月、新レーベル「CROWN GOLD」「CROWN STONES」が発足し、ポップス・ロック系レーベルの主力はこれらに移ったが、PANAMレーベル自体は現存している。
2023年4月5日、シティポップバンド「GOOD BYE APRIL」が同レーベルからメジャーデビュー。PANAMレーベルとしては8年7ヶ月ぶりの新アーティストとなる。また4月9日には、PANAMレーベルの公式YouTubeチャンネルを開設した。
2025年3月5日、レーベル設立55周年を記念して、配信限定のコンピレーション・アルバム『PANAM Archives 55th Anniversary (PW-500～570)』をリリース。作品にはレーベルからPW品番（PW500からPW570）で発売されたシングルから133曲を収録しており、多くの未CD化・初配信音源を収録している。

## 備考
1990年から1992年まで、たまが日本クラウンを販売元としたレコード会社「アクシック(axec)」に所属していたが、再発盤はこのレーベルから出されている。なおたまの『さよなら人類/らんちう』などのミュージックテープは当時のクラウンレコード所属の演歌歌手のテープとデザインや文字はほとんど同じでありオレンジ色、「カラオケ付シングルカセット」シリーズであったが大きな違いとしてはドルビーシステム録音でリリースされていた。